# 董元度 (清南海知縣)
董元度，清朝政治人物。
光绪二十三年（1897年），擔任清朝廣州府南海縣知縣。后由謝師元接任。